# 安城市文化センター
安城市文化センター（あんじょうしぶんかセンター）は、愛知県安城市桜町17番11号にある文化施設。

## 概要
同センターは1981年（昭和56年）に竣工。2020年（平成2年）に碧海信用金庫がネーミングライツ（命名権）を取得したためへきしんギャラクシープラザの愛称がつけられている。

## 施設
- プラネタリウム
- マツバホール
- 会議室
- 楽屋
- リハーサル室
- 展示室
- 創作活動室
- 講座室
- 和室